# Lorenzo Licitra
Lorenzo Licitra (* 25. September 1992 in Ragusa, Sizilien) ist ein italienischer Popsänger. Er wurde 2017 durch seinen Sieg bei der 11. Staffel der Castingshow X Factor bekannt.

## Karriere
Licitra besuchte das Sprachengymnasium und studierte danach Operngesang (Tenor), zunächst am Conservatorio Giuseppe Nicolini in Piacenza, dann an der Accademia Teatro alla Scala in Mailand. 2011 trat er anlässlich des 150-jährigen Bestehens der Italienischen Republik im italienischen Generalkonsulat in Istanbul auf. Nach einem weiteren Auftritt in Südafrika war er in der dritten Staffel der Castingshow Io canto als Begleiter der zwölfjährigen Rachele Amenta erstmals im Fernsehen zu sehen. 2012 trat er auf Einladung des italienischen Konsulats in Philadelphia auf.
Schließlich wandte der Sänger sich der Popmusik zu und veröffentlichte 2016 das Album La mia terra. 2017 gelangte er im Team von Mara Maionchi ins Finale der Castingshow X Factor, das er überraschend (vor Måneskin) mit dem von Fortunato Zampaglione geschriebenen Lied In the Name of Love gewann.

## Diskografie
| Jahr | Titel Album         | Höchstplatzierung, Gesamtwochen, AuszeichnungChartsChartplatzierungen (Jahr, Titel, Album, Platzierungen, Wochen, Auszeichnungen, Anmerkungen) | Anmerkungen |
| Jahr | Titel Album         | IT | Anmerkungen |
| ---- | ------------------- | --- | ----------- |
| 2017 | In the Name of Love | IT24 (4 Wo.)IT |             |

## Belege
1. 1 2  Ida Di Grazia: Lorenzo Licitra, ecco chi è il vincitore di X Factor 2017. In: Leggo.it. 15. Dezember 2017, abgerufen am 17. Dezember 2017 (italienisch).
2. ↑  X Factor: Lorenzo Licitra, il tenore che ha scelto la strada del pop. In: Repubblica.it. 15. Dezember 2017, abgerufen am 17. Dezember 2017 (italienisch).
3. ↑  Renato Franco: X Factor 2017, vince Lorenzo Licitra. Battuti a sorpresa i Maneskin. In: Corriere.it. 14. Dezember 2017, abgerufen am 17. Dezember 2017 (italienisch).
4. ↑  Archivio classifiche Top Singoli. FIMI, abgerufen am 26. Mai 2019 (italienisch).

| Personendaten    | Personendaten           |
| ---------------- | ----------------------- |
| NAME             | Licitra, Lorenzo        |
| KURZBESCHREIBUNG | italienischer Popsänger |
| GEBURTSDATUM     | 25. September 1992      |
| GEBURTSORT       | Ragusa, Sizilien        |